# 奥古斯汀·普野-克尔蒂

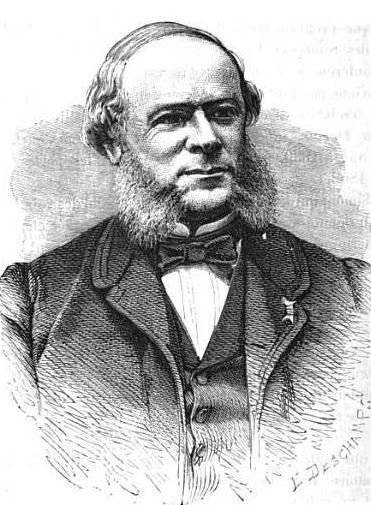

奥古斯汀·托马斯·普野-克尔蒂（法語： Augustin Thomas Pouyer-Quertier，1820年9月2日—1891年4月2日）曾任法国财政部长。
他出生于Étouteville-en-Caux (塞纳滨海省)，在鲁昂去世。他在阿尔及利亚开办了一个棉花厂并发展了棉花种植业。
他是1879年创立的巴黎到纽约间法国电报公司的创始人之一。